# Filarmônica 2 de Janeiro

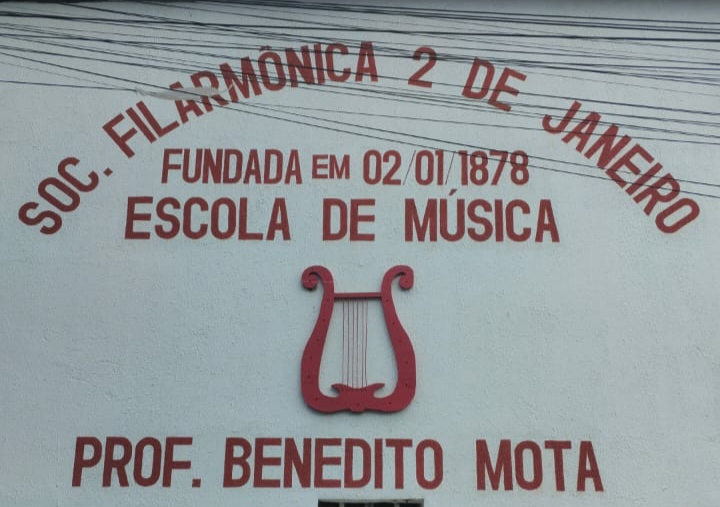
Brasão da sociedade filarmônica 2 de Janeiro

A sociedade filarmônica 2 de Janeiro Fundada em 2 de janeiro de 1878 por imigrantes italianos, entre eles membros da influente família Grassi, a Sociedade Filarmônica Dois de Janeiro surgiu em Jacobina, Bahia, durante o auge do extrativismo mineral na região. Seu nome homenageia a data de sua primeira apresentação pública. Com 146 anos de atividade ininterrupta, é a terceira filarmônica mais antiga da Bahia, desempenhando um papel crucial na vida cultural da cidade celebrando a história, cultura e música não obstante tenha sido também marcada por desavenças internas.

## Histórico
As filarmônicas no período do século XIX eram corporações musicais, formadas principalmente por homens. Em Jacobina sua formação vai ter como pontapé inicial a iniciativa de formação família Grassi, imigrantes italianos que residiram em Jacobina. A filarmônica 2 de Janeiro se incorporando ao base cultural de Jacobina.
Criando um corpo musical para atender as necessidades festivas religiosas e cívicas, procuravam estimular uma simbolização musical erudita na população e tentaram ordenar festividades lúdicas tendo como base o universo cultural das elites. Assim como a micareta era única festa da cidade que fugia do calendário religioso naquele período.
Sua base tinha formação nas elites coloniais, porém os músicos não eram pessoas ricas nem de famílias tradicionais. Como maioria não podia comprar os instrumentos os mesmos eram doados pelos coronéis, comerciantes da cidade ou comprados pelo presidente da filarmônica. Os integrantes da filarmônica não pagavam para aprender a tocar e adquiriam sem custos o fardamento para uso restrito nas festividades e solenidades.

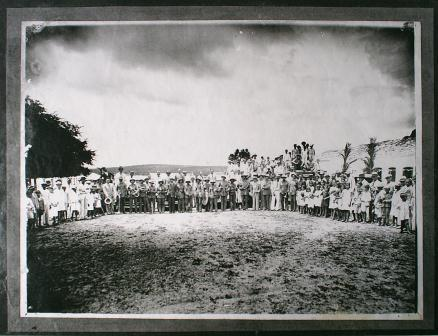
Filarmônica 2 de janeiro. Autor e data não identificados. Acervo NECC-UNEB

Os músicos da filarmônica 2 de janeiro eram mais atuantes na sociedade em comparação com os da filarmônica Aurora. Eles tinham vários compromissos durante o ano, tocavam na maioria das festas religiosas da Igreja Católica e nas comemorações cívicas eram convidados para batizados, aniversários, recepções de figuras políticas importantes que chegavam à cidade, comícios, banquetes em casas dos coronéis, além das festas da própria filarmônica.

## Papel social/ característica da instituição
Embora mantida pelas elites, a filarmônica representava um espaço de intercâmbio cultural, reunindo em seu repertório músicas europeias, religiosas e cívicas, além de ritmos populares como sambas e batuques, incorporando contribuições de músicos negros.

## Rivalidade com a Filarmônica Aurora
A fundação da Filarmônica Aurora, sob a direção do coronel Galdino César de Moraes, instituiu uma rivalidade com a Filarmônica 2 de Janeiro. Cada uma possuía vínculos com diferentes igrejas e partidos políticos. A Aurora era identificada com a cor azul, ligada à Igreja da Conceição e ao partido Liberal; já a 2 de Janeiro era representada pela cor vermelha, associada à Igreja da Matriz e ao partido Conservador.
A rivalidade entre as duas filarmônicas era vivida intensamente pela população, como relatado na dissertação de Vanicléia Santos relatos dos cidadãos como " era um briga, cada qual queria fazer mais bonito ".

## Admissões de sócios e músicos
A filarmônica mantinha um número limitado de sócios. O processo de admissão era seletivo para cargos como presidente, vice-presidente, exceto para músicos, cuja participação não exigia posição social elevada.
Para ingressar na escola de música professor Benedito Mota e participar da filarmônica era necessário saber ler e escrever ou estar cursando o ensino primário, além de demonstrar bom comportamento e dedicação aos estudos musicais.
A relação entre músicos e instituição envolvia trocas simbólicas e materiais. Ao receberem instrumentos e acesso à leitura e escrita, músicos de classes subalternas conseguiam ascensão social e reconhecimento, mesmo que a música não fosse sua ocupação principal.

## Atuação e Repertório
A filarmônica conta com 52 músicos voluntários na banda principal e apresenta-se gratuitamente em eventos cívicos, religiosos e culturais. Seu repertório abrange dobrados tradicionais, música popular brasileira, canções internacionais e peças de música erudita. A banda é presença constante nos principais eventos de Jacobina e região, levando música e alegria por onde passa.

## Importância Cultural
Além das apresentações, a filarmônica mantém a Escola de Música professor Benedito Mota que atende crianças e adolescentes, promovendo a educação artística na comunidade. Em 2013, recebeu apoio do projeto Criança Esperança para o projeto "Tocando em Frente", que visava a formação de novos músicos e a expansão da instituição. Com esse apoio, foi possível adquirir instrumentos como clarinetas, trompetes, trombones e saxofones, ampliando o público de 60 para até 100 alunos, majoritariamente de baixa renda.

## Premiações
·                   Campeã do grupo B em 2013 no Festival de Filarmônicas em São Félix.
·                   Campeã do grupo A em 2015 no Festival de Filarmônicas em São Félix.

## Atuações
Em janeiro de 2025, a Filarmônica 2 de Janeiro celebrou seu 147º aniversário com a posse de uma nova diretoria, liderada por André Luiz Lima Pereira como presidente e Celso Santos como vice-presidente. A nova gestão tem como objetivo revitalizar o clube social da instituição, intensificar as atividades culturais, sociais e esportivas, além de promover projetos que integrem a música e a arte com a comunidade, especialmente com jovens e crianças.

## Referência
1. ↑  «Filarmônica 2 de Janeiro de Jacobina». Consultado em 23 de maio de 2025
2. 1 2 3  SANTOS, Vanicléia Silva. Sons, danças e ritmos: a micareta em Jacobina- BA (1920-1950). Orientadora: Estefânia Knotz Canguçu Fraga. 2001. 209f. Dissertação- (Mestrado em História), Pontifícia Universidade Católica de São Paulo, São Paulo, 2001. [S.l.: s.n.]
3. ↑  SANTOS, Vanicléia Silva. Sons, danças e ritmos: a micareta em Jacobina- BA (1920-1950). Orientadora: Estefânia Knotz Canguçu Fraga. 2001. 209f. Dissertação- (Mestrado em História), Pontifícia Universidade Católica de São Paulo, São Paulo, 2001. [S.l.: s.n.]
4. 1 2 3  Santos, Vanicleia Silva (2004). «OS RITOS E OS RITMOS DA MICARETA NO SERTAO DA BAHIA». Projeto História : Revista do Programa de Estudos Pós-Graduados de História. ISSN 2176-2767. Consultado em 23 de maio de 2025
5. ↑  Souza, Thamires Oliveira de (15 de julho de 2016). «A Micareta pelas lembranças dos moradores idosos da cidade de Jacobina-Ba». Consultado em 23 de maio de 2025
6. ↑  Santos, Vanicleia Silva (2004). «OS RITOS E OS RITMOS DA MICARETA NO SERTAO DA BAHIA». Projeto História : Revista do Programa de Estudos Pós-Graduados de História. ISSN 2176-2767. Consultado em 23 de maio de 2025
7. ↑  «Rede Globo > criança esperança - Criança Esperança garante mais música na Filarmônica 2 de Janeiro». redeglobo.globo.com. Consultado em 24 de maio de 2025
8. ↑  Filarmônica 2 de Janeiro, Filarmônica. «Filarmônica 2 de Janeiro»
9. ↑  «Celebração de 147 Anos da Sociedade Filarmônica 2 de Janeiro: Um Novo Capítulo para Jacobina!». AUGUSTO URGENTE- JACOBINA BAHIA. 2 de janeiro de 2025. Consultado em 24 de maio de 2025